# Чернокрылый скворец
Чернокры́лый скворе́ц (лат. Acridotheres melanopterus) — небольшая певчая птица семейства скворцовых, эндемик островов Ява и Бали в Индонезии. Обитатель саванны, иногда встречается на культивируемых человеком ландшафтах — лужайках, пастбищах, фруктовых садах и полях под паром. В Международной Красной книге обозначен как таксон, находящийся под угрозой исчезновения (категория EN). Основной фактор риска — лов и торговля этой птицей в качестве домашнего животного, в результате чего с 1960-х годов численность в дикой природе резко сократилась и остаётся на очень низком уровне.

## Описание
Длина тела 22—24 см, размах крыльев 120—129 см. Среднего размера скворец коренастого телосложения. Оперение преимущественно белое, за исключением чёрных крыльев и хвоста. Перья головы иногда имеют небольшой охристый оттенок. На макушке и затылке перья несколько более длинные и растрёпаны в виде хохолка. Клюв и ноги жёлтые, радужная оболочка тёмно-каряя. Вокруг глаз имеется желтоватое либо розоватое кольцо неоперённой кожи. Первостепенные маховые грифельно-серые либо чёрные с небольшим бронзово-зелёным отливом, однако с белыми основаниями. Второстепенные также чёрные. Кроющие крыла белые. Хвост чёрный с белой полосой на конце. Самцы и самки выглядят одинаково. У молодых птиц верх головы, затылок и спина имеют более серый оттенок, а хохолок и кольцо кожи вокруг глаз отсутствуют. Голос громкий, напоминающий резкий свист.

## Распространение
Распространён на островах Ява и Бали в Индонезии. Иногда залетает на близлежащие острова Мадура и Нуса Пенида. Ранее имелись сообщения о популяции на острове Ломбок, однако сейчас известны лишь случайные залёты. Интродуцирован в Сингапуре. Местообитания — преимущественно травянистые низменности, в том числе сельскохозяйственные угодья и пастбища для выпаса скота. Населённых пунктов старается избегать. В восточной части Явы встречается до 2400 м над уровнем моря. Также населяет светлые муссонные леса, лесные опушки, саванны. Совершает сезонные кочёвки в поисках корма.

## Размножение
Гнездо устраивается в расщелинах скал, в дуплах акаций и дождевого дерева (Samanea) либо в пазухах пальмовых листьев. В национальном парке Бали Барат охотно занимает искусственные скворечники. Сезон размножения варьирует в зависимости от района обитания — например, на западе Явы приходится на март—май, на востоке Бали на июнь. В кладке 3—4 голубых без рисунка яйца. Размер яиц (25—28) x (19—20) мм.

## Питание
Пищу добывает на земле и в листве деревьев. Также иногда забирается на спины пасущихся буйволов. Из животнотных кормов питается кузнечиками, термитами, тараканами, богомолами, божьими коровками Coccinella repanda, личинками уховёрток и др. Растительная пища включает в себя плоды антидесмы свербиговой (Antidesma bunius), лантаны сводчатой (Lantana camara), шелковицы белой (Morus alba), лаконоса (Phytolacca), манилькары кауки (Manilkara kauki) и некоторых других. Употребляет в пищу рисовые зёрна